# Cultural mosaic

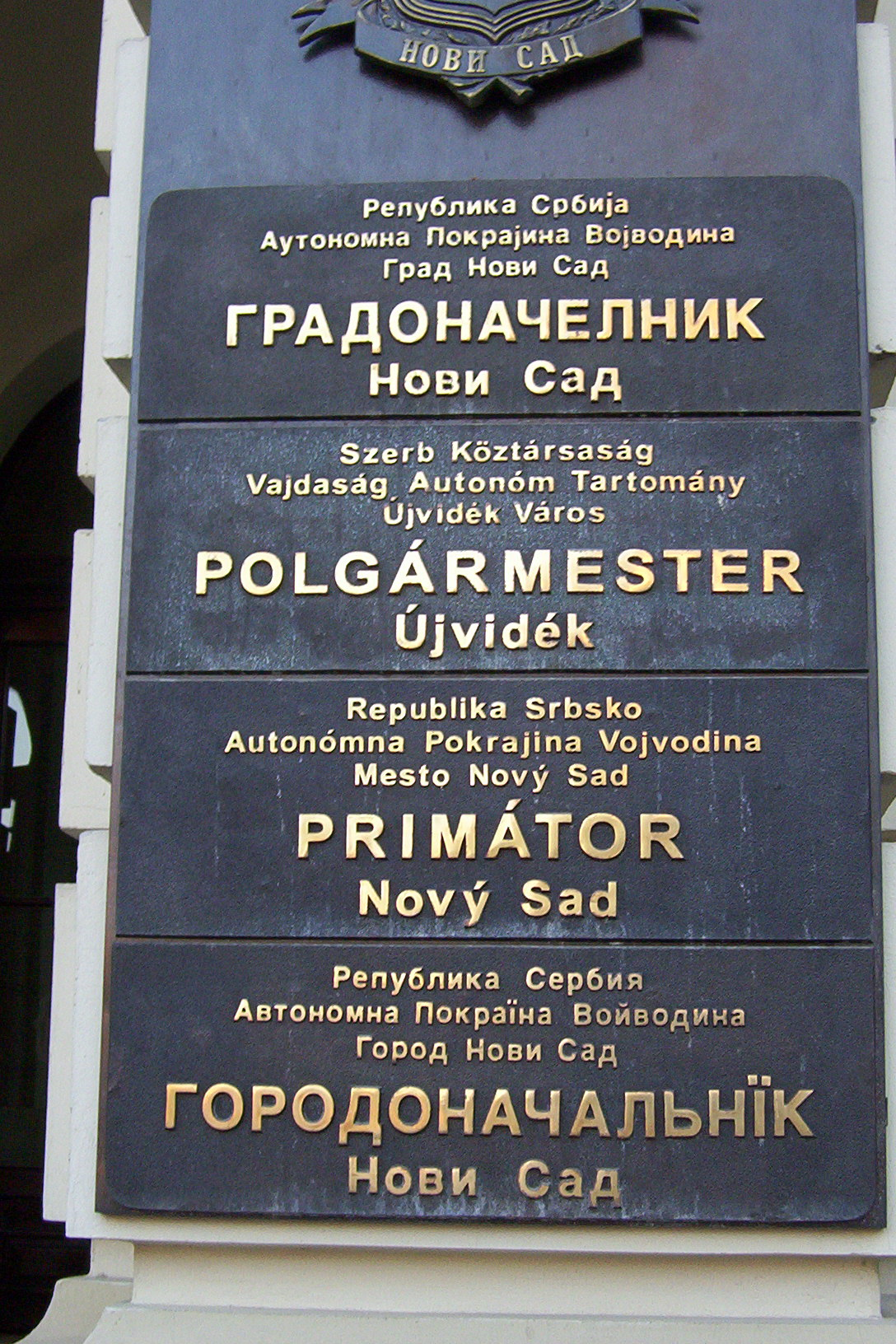
Bảng hiệu đa ngôn ngữ bên ngoài văn phòng thị trưởng ở Novi Sad, được viết bằng bốn ngôn ngữ chính thức của thành phố: Seẻbia, Hungary, Slovak và Pannonian Rusyn.

Cultural mosaic (tiếng Pháp: "la mosaïque culturelle") là sự tổng hợp các sắc tộc, ngôn ngữ và văn hóa cùng tồn tại trong xã hội. Khái niệm được đề xuất nhằm miêu tả một dạng chủ nghĩa đa văn hóa xuất hiện tại Canada. Nó khác biệt với các hệ thống khác như melting pot (nồi ninh nhừ, hay nồi lẩu văn hóa), vốn thường được dùng để chỉ đến các quốc gia kiểu hòa nhập vào xã hội như Hoa Kỳ.